# Rudnea-Horodîșce, Jîtomîr
Rudnea-Horodîșce (în ucraineană Рудня-Городище) este localitatea de reședință a comunei Rudnea-Horodîșce din raionul Jîtomîr, regiunea Jîtomîr, Ucraina.

## Demografie
Componența lingvistică a localității Rudnea-Horodîșce
     Ucraineană (97,66%)
     Rusă (1,7%)
     Alte limbi (0,64%)
Conform recensământului din 2001, majoritatea populației localității Rudnea-Horodîșce era vorbitoare de ucraineană (97,66%), existând în minoritate și vorbitori de rusă (1,7%).